# S/2003 J 3
S/2003 J 3 је ретроградни неправилни Јупитеров природни сателит. Открио га је тим астронома са Универзитета на Хавајима, на челу са Скотом Шепардом (енгл. Scott Sheppard) 2003. године. Припада Ананкиној групи Јупитерових природних сателита. Његов пречник износи око 2 km.